# Stanislas Lyonnet
Stanislas Lyonnet (Saint-Étienne, 23 agosto 1902 – Roma, 8 giugno 1986) è stato un presbitero e teologo francese.

## Biografia
Lyonnet entrò nei gesuiti nel 1919. Nel 1933 conseguì la laurea in linguistica all'École pratique des hautes études a Parigi. Nel 1934 fu ordinato sacerdote e nel 1938 fu incaricato di insegnare allo Scolasticato di Lyon-Fourvière. Dopo aver conseguito il dottorato in teologia al Pontificio Istituto Biblico a Roma, nel 1943 fu incaricato di rimanere ad insegnare nello stesso istituto. Nel 1962 fu inquisito dal Santo Uffizio per una sua interpretazione dei racconti dell'Annunciazione e del peccato originale e fu sospeso dall'insegnamento. Nel 1964 fu riabilitato e reintegrato nella cattedra al Pontificio Istituto Biblico, dove rimase ad insegnare fino al 1983, anno in cui si ritirò dall'insegnamento.

## Libri principali
- Les origines de la version arménienne et le Diatessaron, 1950
- De peccato et Redemptione, 1957
- Initiation à la doctrine spirituelle de Saint Paul; des Méditations sur le texte des Épîtres (1963)
- La vie selon L’Esprit, condition du chrétien, 1965
- Les Étapes de l'histoire du salut selon l'Épître aux Romains, 1969
- Sin, redemption and sacrifice, 1970
- Le Message de l’Épître aux Romains, 1971
- L'ancienne et la nouvelle alliance, 1988
- Études sur l’Épître aux Romains, Institut Biblique, 1989